# 卡夏莎

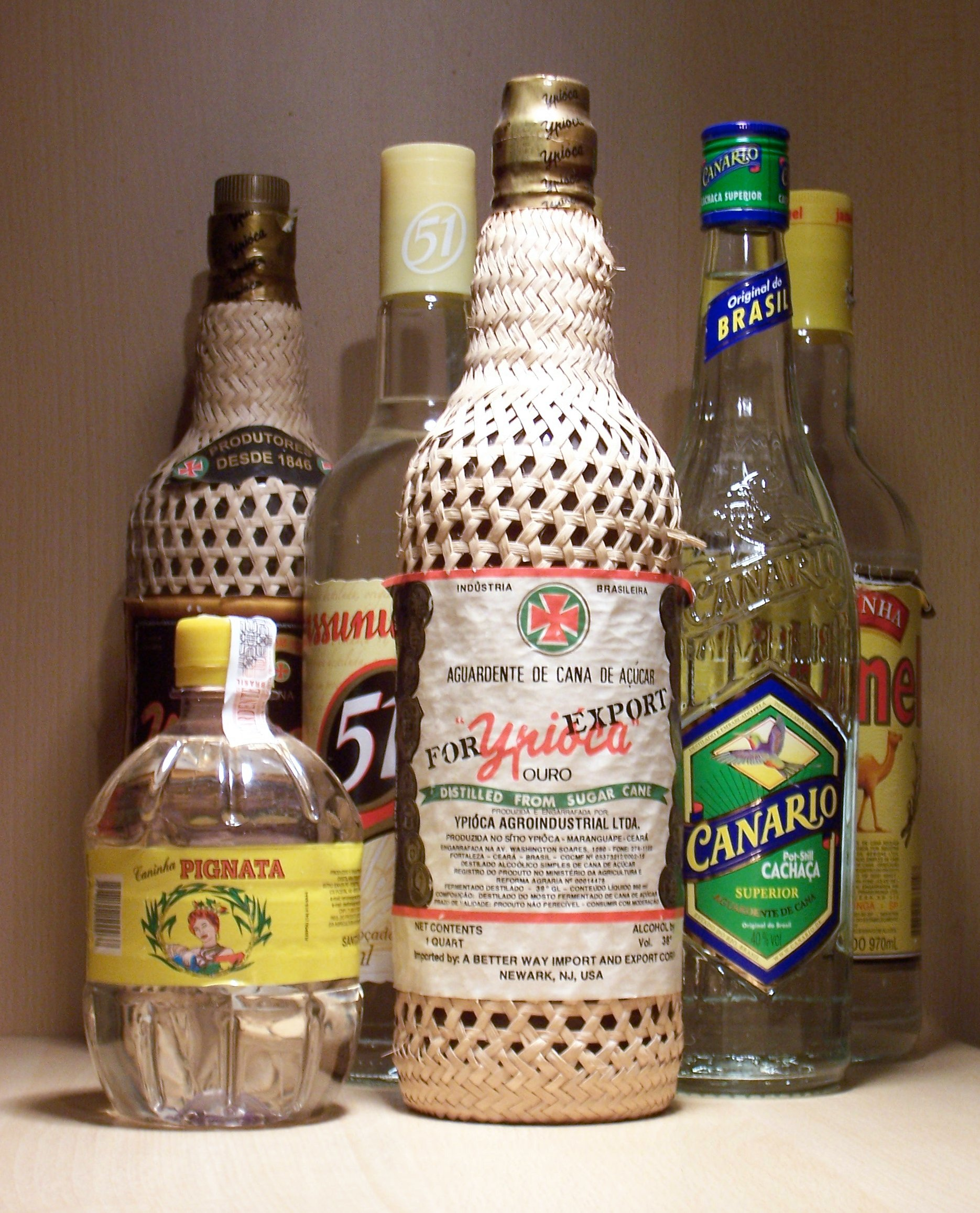
不同品牌的卡夏莎

卡夏莎（葡萄牙語：Cachaça），又譯卡夏薩，或稱巴西甘蔗酒，亦有Pinga、Caninha等别名，是以甘蔗汁為原料釀造的蒸餾酒，產於巴西，號稱為巴西國酒。可調製多款雞尾酒，如卡琵莉亞（Caipirinha）、香蕉巴迪達（Banana Batida）、巴西佬咖啡（Brazilian Coffee）等。
卡夏莎與蘭姆酒都是以甘蔗作為原料釀製，但兩者製造方法不同。卡夏莎以甘蔗汁發酵、蒸餾，再置於木桶內熟成；蘭姆酒則主要以糖蜜或蔗糖發酵而成，甜度較高，常用於製作甜點。 目前有部分蘭姆酒是以甘蔗汁釀製，所以卡沙夏亦被稱為巴西蘭姆酒（Brazilian rum）。

## 註解
1. ↑  王淑媛（2015）。飲料與調酒Ⅱ。龍騰文化，台北，47。ISBN 978-986-217-515-6。
2. ↑  . Cocktail Times.   [2013-12-31]. （原始内容存档于2018-10-14）.
3. ↑  Cavalcante, Messias Soares. A verdadeira história da cachaça. São Paulo: Sá Editora, 2011. 608p. ISBN 978-85-88193-62-8